# Кубок Андорры по футболу 2021
Кубок Андорры по футболу 2021 — 29-й сезон Кубка Андорры по футболу. Игры начались 17 февраля 2021 года.

## Календарь
| Раунд      | Дата               | Клубы  |
| ---------- | ------------------ | ------ |
| 1/8 финала | 17-18 февраля 2021 | 12 → 8 |
| 1/4 финала | 2-3 марта 2021     | 8 → 4  |
| 1/2 финала | 14-15 апреля 2021  | 4 → 2  |
| Финал      | 30 мая 2021        | 2 → 1  |

## 1/8 финала
| Команда 1       | Счёт | Команда 1       |
| --------------- | ---- | --------------- |
| Каррой          | 2:0  | Атлетик Америка |
| Пенья Энкарнада | 2:1  | Ордино          |
| Санта-Колома    | 7:0  | Энкам           |
| Унио Эспортива  | 4:0  | Ла Массана      |

## 1/4 финала
| Команда 1 | Счёт | Команда 2       |
| --------- | ---- | --------------- |
| Интер     | 2:0  | Каррой          |
| Сан-Жулиа | 4:1  | Пенья Энкарнада |
| Энгордань | 0:1  | Санта-Колома    |
| Атлетик   | 3:0  | Унио Эспортива  |

## 1/2 финала
| Команда 1    | Счёт | Команда 2 |
| ------------ | ---- | --------- |
| Интер        | 1:2  | Сан-Жулиа |
| Санта-Колома | 1:2  | Атлетик   |

## Финал
| Команда 1 | Счёт | Команда 2 |
| --------- | ---- | --------- |
| Атлетик   | 1:2  | Сан-Жулиа |